# Cleistocactus sepium
Cleistocactus sepium är en kaktusväxtart som först beskrevs av Carl Sigismund Kunth, och fick sitt nu gällande namn av Frédéric Albert Constantin Weber. Cleistocactus sepium ingår i släktet Cleistocactus, och familjen kaktusväxter. Inga underarter finns listade i Catalogue of Life.

## Bildgalleri

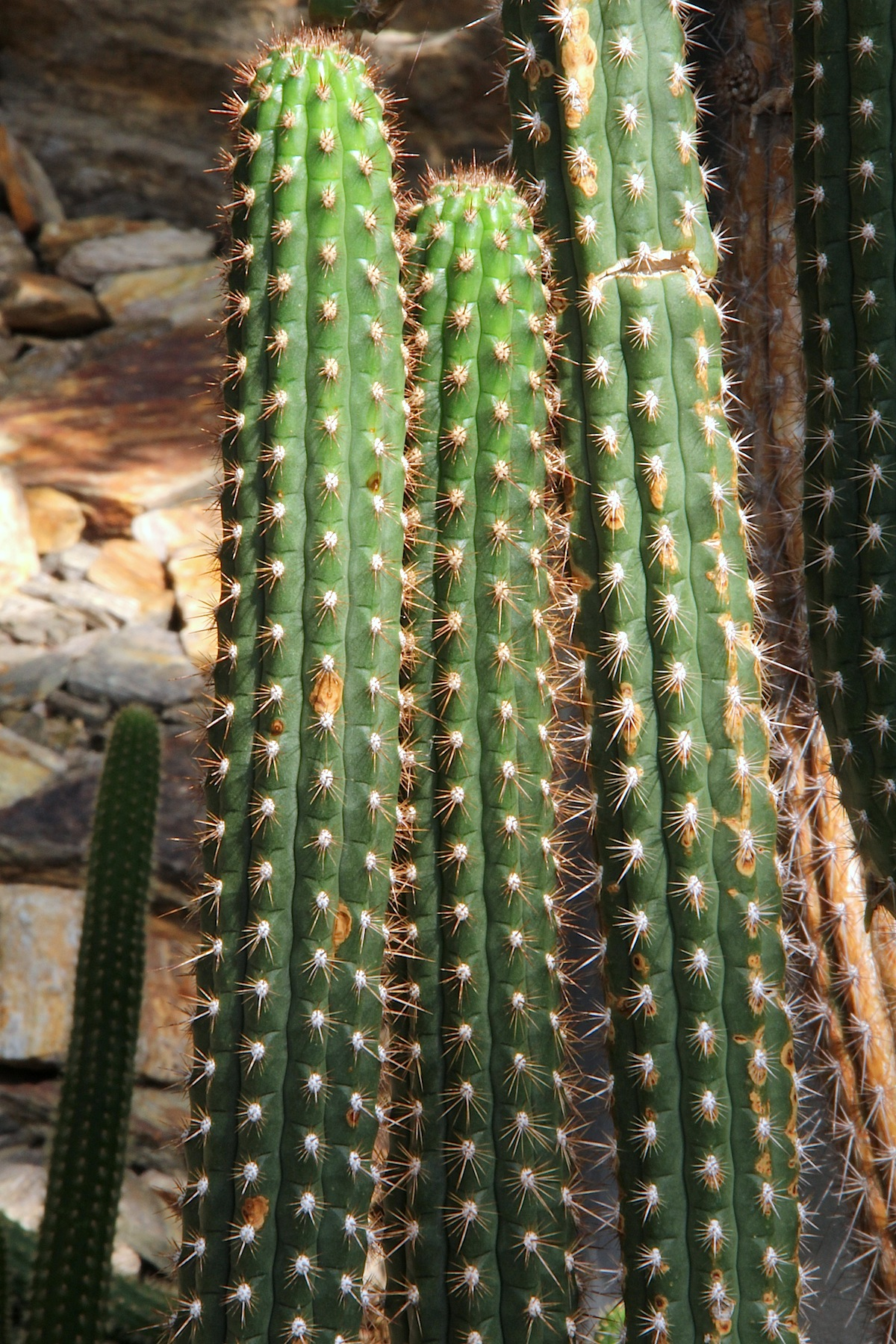
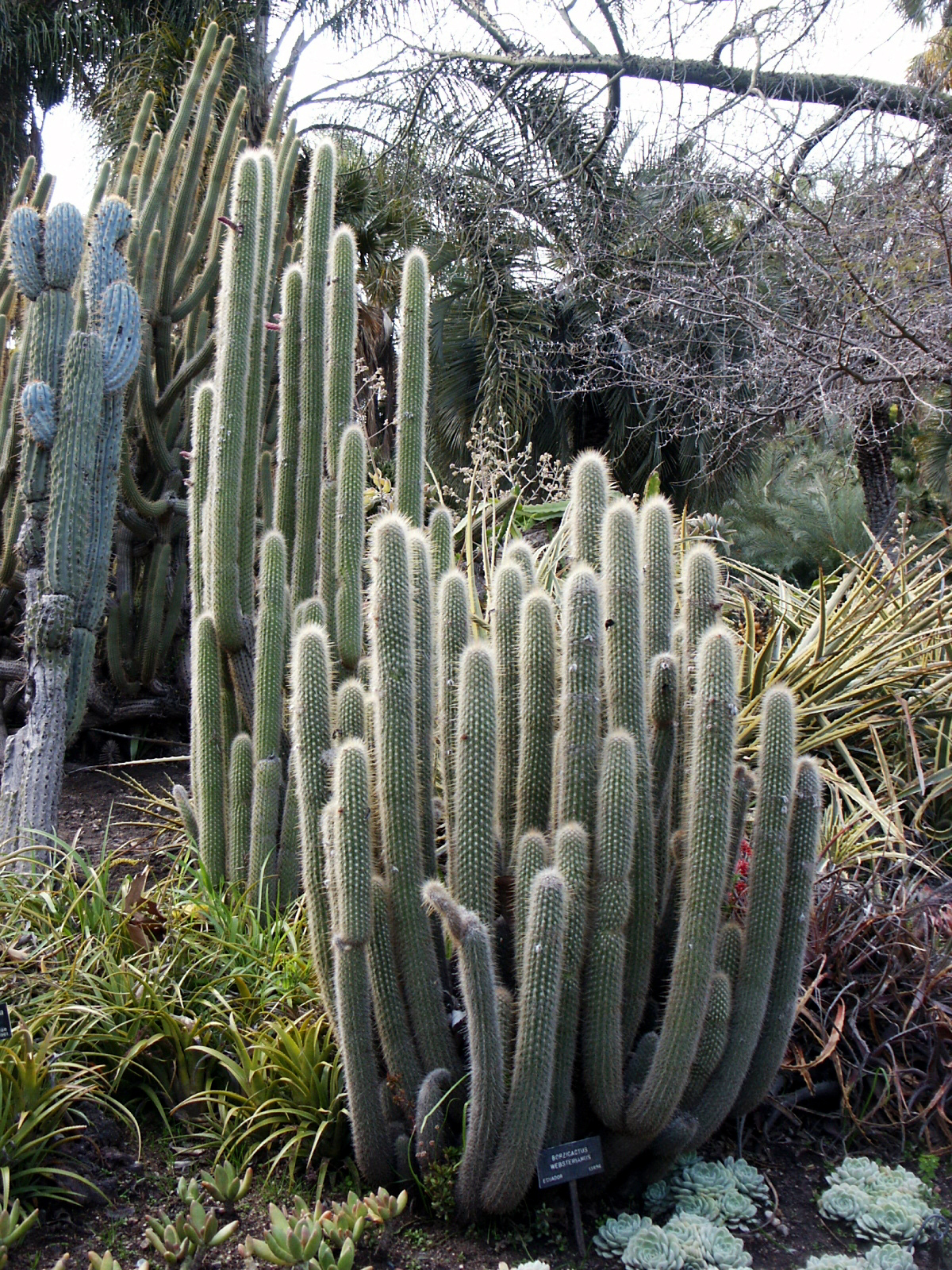